# Engels (Familienname)
Engels ist ein deutscher bzw. niederländischer Familienname.

## Herkunft und Bedeutung
Engels ist ein Patronym bzw. Metronym und eine Variante von Engel mit einem starken Genitiv.

## Namensträger

### A
- Addy Engels (* 1977), niederländischer Radrennfahrer
- Adrian Engels (* 1972), deutscher Kabarettist, siehe Onkel Fisch
- Alexander Engels (1871–1933), deutscher Theaterschauspieler
- Anita Engels (* 1969), deutsche Soziologin und Klimaforscherin
- Anni Engels (1924–1997), deutsche Unternehmerin, Schriftstellerin und Heimatforscherin
- Arne Engels (* 2003), belgischer Fußballspieler
- Artur Schulze-Engels (1910–1995), deutscher Bildhauer und Kirchenmaler
- August Engels (1797–1874), deutscher Textilfabrikant und Politiker

### B
- Benjamin Engels (* 1984), deutscher Klassischer Archäologe
- Bernd Engels (* 1958), deutscher Chemiker und Hochschullehrer
- Bettina Engels (Publizistin) (* 1967), deutsche Publizistin, Übersetzerin und Redakteurin
- Bettina Engels (Politikwissenschaftlerin) (* 1978), deutsche Politikwissenschaftlerin
- Björn Engels (* 1994), belgischer Fußballspieler

### C
- Claudia Engels (* 1964), deutsche Ruderin, siehe Claudia Waldi
- Craig Engels (* 1994), US-amerikanischer Leichtathlet
- Curt Engels (1884–1964), deutscher Jurist und Politiker

### D
- David Engels (* 1979), belgischer Althistoriker
- Dieter Engels (Jurist) (* 1950), deutscher Verwaltungsjurist, Präsident des Bundesrechnungshofs 2002–2014
- Dieter Engels (Fußballspieler) (* 1960), deutscher Fußballspieler

### E
- Elisabeth Engels (1892–1970), deutsche Pädagogin und Privatschulgründerin
- Erich Engels (Regisseur) (1889–1971), deutscher Filmregisseur und Drehbuchautor
- Erich Engels (SS-Mitglied) (1908–1951), deutscher Kriminalpolizist und SS-Führer
- Ernestine Engels (1785–1845), deutsche Theaterschauspielerin
- Ernst Engels (1845–1899), deutscher Jurist, Bergrat und Politiker, Mitglied des Deutschen Reichstags
- Eve-Marie Engels (* 1951), deutsche Philosophin und Biologin

### F
- Fabienne Engels (* 1989), deutsche Leichtathletin
- Floortje Engels (* 1982), niederländische Hockeyspielerin
- Florian Engels (* 1959), deutscher Journalist und Berater
- Franz Engels, deutscher Landespolitiker der CDU
- Friedrich Engels (1820–1895), deutscher Ökonom und Gesellschaftstheoretiker
- Friedrich Engels (Fabrikant) (1796–1860), deutscher Textilfabrikant, Vater des Ökonoms
- Friedrich Eugen Engels (1909–1994), deutscher Sänger (Tenor)
- Friedrich Ludwig Engels (1790–1855), deutscher Generalmajor

### G
- Gabriel Engels (1592–1654), deutscher Maler
- Georg Engels (1846–1907), deutscher Schauspieler
- Gerhild Engels (* 1949), deutsche Politikerin, Bremer Bürgerschaftsabgeordnete (Bündnis 90/Die Grünen)
- Gert Engels (* 1957), deutscher Fußballspieler
- Gottfried Engels (1949–2015), deutscher Musikproduzent und -labelgründer
- Grégory Engels (* 1976), deutscher Politiker

### H
- Hans Engels (Maler) (1924–1995), deutscher Maler
- Hans Engels (Fotograf) (* 1956), deutscher Architekturfotograf
- Hans-Horst Engels (1933–2007), deutscher Karnevals-Präsident
- Hans-Peter Engels (* 1966), deutscher Koch
- Hans-Werner Engels (1941–2010), deutscher Autor, Herausgeber, Lokalhistoriker
- Hartmut Engels (1942–2014), deutscher Politiker
- Heinrich Engels (1872–1943), deutscher Offizial im Erzbistum Köln
- Heinz Engels (1942–2007), deutscher Theaterregisseur und Theaterintendant
- Helmut Engels (* 1931), deutscher Politiker (SPD)
- Hermann Engels (Industrieller, 1822) (1822–1905), deutscher Textilindustrieller
- Hermann Engels (Industrieller, 1858) (1858–1926), deutscher Textilindustrieller
- Hermann Engels (Politiker) (1909–1973), deutscher Politiker (SPD)
- Horus Engels (1914–1991), deutscher Kunstmaler, Bildhauer und Illustrator
- Hubert Engels (Musiker) (1824–1891), deutscher Komponist, Geiger und Musikdirektor
- Hubert Engels (Ingenieur) (1854–1945), deutscher Wasserbauingenieur und Hochschullehrer

### J
- Jaco Engels (* 1980), namibischer Rugby-Union-Spieler
- Jakob Engels (Schriftsteller) (1901–1991), deutscher Mundartschriftsteller sowie Hobby-Archäologe und -Geologe
- Jakob Gerhard Engels (1826–1897), deutscher evangelischer Seelsorger und Erweckungsprediger
- Jana Engels (* 1978), deutsche Schriftstellerin
- Jan Engels (1922–1972), belgischer Radrennfahrer
- Jens Ivo Engels (* 1971), deutscher Historiker und Hochschullehrer
- Joachim W. Engels (1944–2018), deutscher Chemiker
- Johan Engels (1952–2014), südafrikanischer Kostüm- und Bühnenbildner
- Johann Adolf Engels (1767–1828), deutscher Papierfabrikant
- Johann Caspar Engels (1753–1821), deutscher Textilunternehmer
- Johannes Engels (* 1959), deutscher Althistoriker
- John Engels (* 1935), niederländischer Jazz-Schlagzeuger
- Jörg Engels (* 1968), deutscher Jazzmusiker
- Joseph Engels (1901–1982), deutscher Jurist
- Julian Engels (* 1993), deutscher Fußballspieler
- Jürgen Engels (* vor 1943), deutscher Physiker und Hochschullehrer

### K
- Karl Engels (1889–1969), deutscher Komponist
- Karl Wilhelm Engels († 1953), deutscher Journalist, Verleger und Landrat
- Klaus Engels (1938–2025), deutscher Fußballspieler
- Kurt Engels (1915–1958), deutsches SS-Mitglied, Kommandant des Konzentrationslagers Ghetto Izbica

### L
- Lili Engels (* 1997), deutsche Fernsehmoderatorin und Sportjournalistin
- Lisl Engels (1916–2006), österreichische Malerin
- Lotte Engels (* 2009), deutsche Filmschauspielerin
- Ludger Engels (* 1963), deutscher Musiker sowie Opern- und Theaterregisseur
- Ludwig Engels (1905–1967), deutscher Schachspieler
- Ludwig Werner Engels (1901–1934), deutscher SA-Führer und Opfer des Röhm-Putsches

### M
- Marc Engels (1965–2020), belgischer Tontechniker
- Marcel Engels (* 1994), deutscher Handballspieler
- Mareike Engels (* 1988), deutsche Politikerin (Bündnis 90/Die Grünen)
- Mario Engels (* 1993), deutscher Fußballspieler
- Martin Engels (* 1963), deutscher Kommunalpolitiker aus Kassel (CDU)
- Martin Engels (* 1980), deutscher evangelisch-reformierter Theologe
- Michael Engels (* 1970), deutscher Musiker, siehe Mickie Krause
- Michel Engels (1851–1901), luxemburgischer Maler, Zeichner und Illustrator

### O
- Odilo Engels (1928–2012), deutscher Historiker
- Otto Engels (1875–1960), deutscher Agrikulturchemiker

### P
- Paula Engels (* 2005), deutsche Sängerin
- Peter Engels (* 1959), deutscher Archivar und Historiker
- Pieter Engels (1938–2019), niederländischer Konzeptkünstler

### R
- Robert Engels (1866–1926), deutscher Maler, Graphiker, Lithograf, Kunstgewerbler und Kunstprofessor
- Rudolf Engels (1831–1903), deutscher Unternehmer

### S
- Sarah Engels (* 1992), deutsche Popsängerin
- Stefaan Engels (* 1961), belgischer Ultra-Marathonläufer
- Stefan Engels (* 1967), deutscher Organist
- Stephan Engels (* 1960), deutscher Fußballspieler

### T
- Ton Engels (* 1952), niederländischer Gitarrist und Singer-Songwriter

### V
- Veronika Keller-Engels (* 1972), deutsche Juristin, Präsidentin des Bundesamtes für Justiz

### W
- Walter Engels (1901–1973), deutscher Architekt, Kunsthistoriker und Denkmalpfleger
- Wera Engels (1904–1988), deutsche Schauspielerin
- Wilhelm Engels (1873–1953), deutscher Heimatforscher und Schulrektor
- Willi Engels (Verbandsfunktionär) (1895–1981), deutscher Verbandsfunktionär, Präsident des Deutschen Sängerbundes
- Willi Engels (1902–1986), deutscher antifaschistischer Widerstandskämpfer und Interbrigadist
- Wolf Engels (1935–2021), deutsch-brasilianischer Zoologe
- Wolfgang Engels (Schauspieler) (1908–1983), deutscher Schauspieler
- Wolfgang Engels (Flüchtling) (* 1943), deutscher DDR-Flüchtling
- Wolfram Engels (1933–1995), deutscher Ökonom und Publizist